# Endotriadidae
Endotriadidae es una familia de foraminíferos bentónicos de la superfamilia Endothyroidea, del suborden Fusulinina y del orden Fusulinida. Su rango cronoestratigráfico abarca desde el Anisiense hasta el Ladiniense (Triásico medio).

## Discusión
Clasificaciones más recientes incluyen Endotriadidae en el suborden Endothyrina, del orden Endothyrida, de la subclase Fusulinana de la clase Fusulinata.

## Clasificación
Endotriadidae incluye a las siguientes subfamilias y géneros:
- Endotriada †
- Endotriadella †